# 重馬敬
重馬 敬（しげま けい、1960年 - ）は、日本の小説家・ゲームシナリオライター。シナリオ工房 月光の社長でもある。日本ゲームシナリオライター協会（JAGSA）代表理事。代表作は、LUNAR。小説はノベライズが中心となっている。

## 作品

### 小説
- サイレントメビウス 魔法陣都市（原作：麻宮騎亜） 角川書店 1991/02
- 映画版 サイレントメビウス 天下る軌道(いと)（原作：麻宮騎亜） 角川書店 1991/07
- メビウスクライン 第一次妖魔大戦(1)（原作：麻宮騎亜） メディアワークス 1995/09
- サイレントメビウス(4) 霧の廃都（原作：麻宮騎亜） 富士見書房 1998/12
- LUNAR(1) 風の行方-シルバースターストーリー 角川書店 1996/10
- LUNAR(2) 夢のむこうへ-シルバースターストーリー 角川書店 1997/05
- LUNAR(3) -シルバースターストーリー 角川書店 1997/12
- LUNAR(4) 風を継ぐ者-シルバースターストーリー 角川書店 2000/03
- Mask the Red赤影 天の巻（原作：横山光輝） 角川書店 2001/07
- Mask the Red赤影 地の巻（原作：横山光輝） 角川書店 2002/02
- 鉄人28号―空想科学小説（原作：横山光輝） 角川書店 2004/10
- マップス・シェアードワールド -翼あるもの- 宙（そら）へ往く船 ソフトバンククリエイティブ 2008/02

### ゲーム
- グランディアII
- LUNAR シルバースターストーリー
- LUNAR ETERNAL BLUE
- 恋島・君といた季節
- テイルズ オブ デスティニー2
- 侍道2
- サムライウェスタン 活劇侍道
- ときめきメモリアルONLINE
- DEATH NOTE -デスノート- キラゲーム
- ONE PIECE UNLIMITED ADVENTURE
- アスラズラース
- テイルズ オブ クレストリア [2]

### その他
- サイレントメビウスキャラクターブック 香津美・リキュール 富士見書房 1999/4